# ギジェルモ・バレラ
ギジェルモ・バレラ・オリベラ (Guillermo Varela Olivera, ローカル発音: [ɡiˈʃermo βaˈɾela oliˈβeɾa], 1993年3月24日 - ）は、ウルグアイ・モンテビデオ出身のサッカー選手。カンピオナート・ブラジレイロ・セリエA・CRフラメンゴ所属。ウルグアイ代表。ポジションはディフェンダー。

## クラブ経歴

### ペニャロール
バレラはモンテビデオで生まれ、地元のペニャロールでキャリアをスタートした。2011年6月5日に行われたプリメーラ・ディビシオン最終節のラシン・クルブ・デ・モンテビデオ戦でトップチームデビューを果たしたが、チームは0-1でホームゲームを落とした。

### マンチェスター・ユナイテッド
2013年5月、南米ユース選手権で好パフォーマンスを披露したバレラはマンチェスター・ユナイテッドで2週間に渡るトライアルに参加することになった。
6月7日にマンチェスター・ユナイテッドはバレラの移籍について推定280万ユーロの移籍金でペニャロールと合意したことを発表した。バレラはデイヴィッド・モイーズ監督がユナイテッドで初めて獲得した選手となり、6月11日に5年間の契約を結んだ。

#### レアル・マドリード・カスティージャへ期限付き移籍
2014年9月、バレラはレアル・マドリードのリザーブチームであるレアル・マドリード・カスティージャへシーズン終了までの期限付き移籍で加入することになった。UEFAチャンピオンズリーグ 2014-15にはメンバー登録され、28番の背番号を与えられた。リーグ戦では33試合に出場し、2015年2月21日に行われたバラカルド戦でマルティン・ウーデゴールのアシストからセグンダ・ディビシオンBの試合における唯一のゴールを記録している。

#### マンチェスター・ユナイテッド復帰
マンチェスター・ユナイテッドに復帰したバレラはUEFAチャンピオンズリーグ 2015-16のグループステージにおけるメンバーに登録された。2015年12月5日に行われたプレミアリーグのウェストハム・ユナイテッド戦でパディ・マクネアとハーフタイムに交代で出場し、デビューを果たした。12月8日に行われたUEFAチャンピオンズリーグのヴォルフスブルク戦にフル出場し、チャンピオンズリーグデビューも果たしたが、チームは2-3で敗れグループステージ敗退が決定した。

#### フランクフルトへと期限付き移籍
2016年夏の移籍市場で、ドイツ・ブンデスリーガのアイントラハト・フランクフルトへの期限付き移籍が発表された。期間は1年間。フランクフルトでは足首靭帯断裂の影響もあり、わずか7試合の出場に留まり、DFBポカール2016-2017決勝戦を前に、右前腕に刺青を入れたことで感染症に罹ったことにチームの逆鱗に触れ、当初の予定より早く即日での契約解除となった。

### ペニャロール復帰
2017年8月12日、古巣ペニャロールへ完全移籍したことが発表された。

### コペンハーゲン
2018年12月20日、デンマーク・スーペルリーガのFCコペンハーゲンへ移籍した。2シーズン在籍し、公式戦53試合に出場した。

### ディナモ・モスクワ
2020年10月17日、ロシア・プレミアリーグのFCディナモ・モスクワへの期限付き移籍が発表された。期間は2020-21シーズンまで。公式戦19試合に出場し、シーズン終了後の2021年7月17日、ディナモ・モスクワへ完全移籍したことが発表された。契約期間は2024年6月30日までの2年間。

### フラメンゴ
2022年7月30日、フラメンゴはギジェルモ・バレラをディナモ・モスクワから2023年5月31日までの期限付き移籍で獲得した。2023年1月12日、フラメンゴはバレラがディナモ・モスクワとの契約終了後の2023年7月1日から正式加入するプレ契約を締結したと発表した。

## 代表経歴
2013 FIFA U-20ワールドカップに出場し、準優勝を経験している。
2017年11月10日、ポーランド代表との親善試合でフル代表デビュー。この試合はスコアレスドローに終わったものの、デビュー戦にもかかわらず及第点の出来を見せ、ウルグアイ代表史上最多出場記録の保持者（当時）であるマクシ・ペレイラから定位置を奪い取った。
2018年5月、2018 FIFAワールドカップに向けた暫定登録メンバー26人の一人に選ばれた。
2018 FIFAワールドカップ以降、オスカル・タバレス体制が終了するまで招集されることはなかったが、2022年6月6日のアメリカ合衆国代表との親善試合で約4年ぶりの代表復帰。
2022年11月10日、カタールW杯に向けたメンバーの1人に選ばれた。右サイドバックのファーストチョイスと目されていたロナルド・アラウホの怪我が長引き、レギュラーとして出場するも、チームはグループステージ敗退となった。
2024年6月8日、コパ・アメリカ2024に出場するウルグアイ代表メンバーに選出された。

## 代表歴

### 出場大会
- ウルグアイ代表
  - 2018 FIFAワールドカップ
  - 2022 FIFAワールドカップ

### 試合数
- 国際Aマッチ 14試合 0得点（2017年-）[17]

| ウルグアイ代表 | 国際Aマッチ | 国際Aマッチ |
| 年             | 出場        | 得点        |
| -------------- | ----------- | ----------- |
| 2017           | 1           | 0           |
| 2018           | 4           | 0           |
| 2019           | 0           | 0           |
| 2020           | 0           | 0           |
| 2021           | 0           | 0           |
| 2022           | 7           | 0           |
| 2023           | 2           | 0           |
| 2024           |             |             |
| 通算           | 14          | 0           |

## タイトル

### クラブ
マンチェスター・ユナイテッド
- FAカップ : 2015-16

ペニャロール
- プリメーラ・ディビシオン：2017、2018

コペンハーゲン
- デンマーク・スーペルリーガ：2018-19